# Kamieniec Podolski (stacja kolejowa)
Kamieniec Podolski (ukr. Кам'янець-Подільський) – stacja kolejowa w Kamieńcu Podolskim, w obwodzie chmielnickim, na Ukrainie. Zarządzana przez dyrekcję chmielnicką Kolei Południowo-Zachodniej. Znajduje się na linii Chmielnicki – Kamieniec Podolski – Kelmieńce.